# Copa México 1991-92
La Copa México 1991-92 fue la edición 47 de la Copa México. El torneo empezó el 9 de agosto de 1991 y concluyó el 8 de septiembre de ese mismo año, en el cual el equipo de Monterrey logró el título por primera vez con una victoria sobre el equipo de las Cobras de Ciudad Juárez. Para esta edición se jugó primero una fase de grupo y luego una eliminación directa. A partir de los cuartos de final, se jugó a un solo partido.

## Fase de grupos[1]

### Grupo 1
| Pos. | Equipo      | Pts. | PJ | G | E | P | GF | GC | Dif. | Clasificación             |
| ---- | ----------- | ---- | -- | - | - | - | -- | -- | ---- | ------------------------- |
| 1    | Cruz Azul   | 8    | 6  | 3 | 2 | 1 | 11 | 7  | +4   | Acceso a cuartos de final |
| 2    | Monterrey   | 8    | 6  | 4 | 0 | 2 | 9  | 8  | +1   | Acceso a cuartos de final |
| 3    | Guadalajara | 5    | 6  | 2 | 1 | 3 | 5  | 7  | −2   |                           |
| 4    | Querétaro   | 3    | 6  | 1 | 1 | 4 | 5  | 8  | −3   |                           |

 Fuente: RSSSF
| Fecha        | Lugar                     | Local       | Resultado | Visitante   |
| ------------ | ------------------------- | ----------- | --------- | ----------- |
| 11 de agosto | Guadalajara               | Guadalajara | 0 - 3     | Cruz Azul   |
| 11 de agosto | Querétaro                 | Querétaro   | 1 - 3     | Monterrey   |
| 14 de agosto | Cd. Cooperativo Cruz Azul | Cruz Azul   | 1 - 1     | Guadalajara |
| 14 de agosto | Monterrey                 | Monterrey   | 1 - 0     | Querétaro   |
| 17 de agosto | Monterrey                 | Monterrey   | 1 - 0     | Guadalajara |
| 17 de agosto | Cd. Cooperativo Cruz Azul | Cruz Azul   | 2 - 1     | Querétaro   |
| 21 de agosto | Guadalajara               | Guadalajara | 3 - 0     | Monterrey   |
| 21 de agosto | Querétaro                 | Querétaro   | 1 - 1     | Cruz Azul   |
| 24 de agosto | Monterrey                 | Monterrey   | 4 - 2     | Cruz Azul   |
| 24 de agosto | Guadalajara               | Guadalajara | 1 - 0     | Querétaro   |
| 27 de agosto | Cd. Cooperativo Cruz Azul | Cruz Azul   | 2 - 0     | Monterrey   |
| 28 de agosto | Querétaro                 | Queretaro   | 2 - 0     | Guadalajara |

### Grupo 2
| Pos. | Equipo        | Pts. | PJ | G | E | P | GF | GC | Dif. | Clasificación             |
| ---- | ------------- | ---- | -- | - | - | - | -- | -- | ---- | ------------------------- |
| 1    | Tecos UAG     | 7    | 6  | 3 | 1 | 2 | 11 | 7  | +4   | Acceso a cuartos de final |
| 2    | América       | 7    | 6  | 3 | 1 | 2 | 9  | 8  | +1   |                           |
| 3    | Veracruz      | 6    | 6  | 3 | 0 | 3 | 11 | 9  | +2   |                           |
| 4    | Santos Laguna | 4    | 6  | 1 | 2 | 3 | 8  | 15 | −7   |                           |

 Fuente: RSSSF
| Fecha        | Lugar         | Local     | Resultado | Visitante     |
| ------------ | ------------- | --------- | --------- | ------------- |
| 10 de agosto | Veracruz      | Veracruz  | 5 - 1     | Santos Laguna |
| 11 de agosto | México D.F.   | América   | 1 - 3     | Tecos UAG     |
| 14 de agosto | Torreón       | Santos    | 2 - 1     | Veracruz      |
| 15 de agosto | Zapopan       | Tecos UAG | 0 - 1     | América       |
| 19 de agosto | Zapopan       | Tecos UAG | 2 - 0     | Veracruz      |
| 19 de agosto | Torreón       | Santos    | 2 - 2     | América       |
| 22 de agosto | Veracruz      | Veracruz  | 3 - 2     | UAG           |
| 22 de agosto | México, D. F. | América   | 3 - 1     | Santos        |
| 25 de agosto | México, D. F. | América   | 2 - 1     | Veracruz      |
| 25 de agosto | Torreón       | Santos    | 0 - 0     | Tecos UAG     |
| 28 de agosto | Veracruz      | Veracruz  | 1 - 0     | América       |
| 29 de agosto | Zapopan       | Tecos UAG | 4 - 2     | Santos        |

### Grupo 3
| Pos. | Equipo        | Pts. | PJ | G | E | P | GF | GC | Dif. | Clasificación             |
| ---- | ------------- | ---- | -- | - | - | - | -- | -- | ---- | ------------------------- |
| 1    | Puebla        | 9    | 6  | 3 | 3 | 0 | 11 | 5  | +6   | Acceso a cuartos de final |
| 2    | Leones Negros | 7    | 6  | 2 | 3 | 1 | 8  | 5  | +3   |                           |
| 3    | Tigres UANL   | 6    | 6  | 1 | 4 | 1 | 11 | 10 | +1   |                           |
| 4    | UNAM          | 2    | 6  | 0 | 2 | 4 | 5  | 15 | −10  |                           |

 Fuente: RSSSF
| Fecha        | Lugar                    | Local         | Resultado | Visitante     |
| ------------ | ------------------------ | ------------- | --------- | ------------- |
| 10 de agosto | Guadalajara              | Leones Negros | 2 - 0     | Pumas UNAM    |
| 10 de agosto | San Nicolás de los Garza | Tigres UANL   | 1 - 4     | Puebla FC     |
| 14 de agosto | Puebla                   | Club Puebla   | 1 - 1     | Tigres UANL   |
| 15 de agosto | México, D. F.            | Pumas UNAM    | 0 - 3     | Leones Negros |
| 19 de agosto | México, D. F.            | Pumas UNAM    | 3 - 3     | Tigres UANL   |
| 19 de agosto | Puebla                   | Puebla        | 2 - 0     | Leones Negros |
| 22 de agosto | Guadalajara              | Leones Negros | 2 - 2     | Puebla        |
| 22 de agosto | San Nicolás de los Garza | Tigres UANL   | 5 - 1     | Pumas UNAM    |
| 25 de agosto | Puebla                   | Puebla        | 1 - 1     | Pumas UNAM    |
| 25 de agosto | Guadalajara              | Leones Negros | 0 - 0     | Tigres UANL   |
| 28 de agosto | México, D. F.            | Pumas UNAM    | 0 - 1     | Puebla        |
| 28 de agosto | San Nicolás de los Garza | Tigres UANL   | 1 - 1     | Leones Negros |

### Grupo 4
| Pos. | Equipo           | Pts. | PJ | G | E | P | GF | GC | Dif. | Clasificación             |
| ---- | ---------------- | ---- | -- | - | - | - | -- | -- | ---- | ------------------------- |
| 1    | Cobras           | 9    | 6  | 4 | 1 | 1 | 6  | 2  | +4   | Acceso a cuartos de final |
| 2    | León             | 8    | 6  | 3 | 2 | 1 | 7  | 8  | −1   | Acceso a cuartos de final |
| 3    | Necaxa           | 6    | 6  | 3 | 0 | 3 | 13 | 5  | +8   |                           |
| 4    | Atlético Morelia | 1    | 6  | 0 | 1 | 5 | 1  | 12 | −11  |                           |

 Fuente: RSSSF
| Fecha        | Lugar                  | Local            | Resultado | Visitante        |
| ------------ | ---------------------- | ---------------- | --------- | ---------------- |
| 10 de agosto | México D.F.            | Necaxa           | 4 - 0     | León             |
| 11 de agosto | Morelia                | Atlético Morelia | 0 - 2     | Cobras Juárez    |
| 14 de agosto | Cd. Juárez (Chihuahua) | Cobras Juárez    | 1 - 0     | Atlético Morelia |
| 14 de agosto | León                   | León             | 3 - 2     | Necaxa           |
| 17 de agosto | Cd. Juárez (Chihuahua) | Cobras Juárez    | 1 - 0     | Necaxa           |
| 17 de agosto | León                   | León             | 2 - 1     | Atlético Morelia |
| 21 de agosto | México, D. F.          | Necaxa           | 0 - 1     | Cobras Juárez    |
| 21 de agosto | Morelia                | Atlético Morelia | 0 - 0     | León             |
| 24 de agosto | México, D. F.          | Necaxa           | 3 - 0     | Atlético Morelia |
| 25 de agosto | Cd. Juárez (Chihuahua) | Cobras Juárez    | 0 - 0     | León             |
| 28 de agosto | León                   | León             | 2 - 1     | Cobras Juárez    |
| 28 de agosto | Morelia                | Atlético Morelia | 0 - 4     | Necaxa           |

### Grupo 5
| Pos. | Equipo           | Pts. | PJ | G | E | P | GF | GC | Dif. | Clasificación             |
| ---- | ---------------- | ---- | -- | - | - | - | -- | -- | ---- | ------------------------- |
| 1    | Atlante          | 8    | 6  | 3 | 2 | 1 | 9  | 5  | +4   | Acceso a cuartos de final |
| 2    | Atlas            | 8    | 6  | 3 | 2 | 1 | 8  | 4  | +4   | Acceso a cuartos de final |
| 3    | Correcaminos UAT | 6    | 6  | 2 | 2 | 2 | 7  | 8  | −1   |                           |
| 4    | Toluca           | 2    | 6  | 0 | 2 | 4 | 3  | 10 | −7   |                           |

 Fuente: RSSSF
| Fecha        | Lugar           | Local        | Resultado | Visitante    |
| ------------ | --------------- | ------------ | --------- | ------------ |
| 9 de agosto  | México D.F.     | Atlante      | 5 - 1     | Correcaminos |
| 11 de agosto | Toluca          | Toluca       | 1 - 2     | Atlas        |
| 14 de agosto | Ciudad Victoria | Correcaminos | 0 - 1     | Atlante      |
| 14 de agosto | Guadalajara     | Atlas        | 2 - 0     | Toluca       |
| 17 de agosto | Guadalajara     | Atlas        | 2 - 0     | Atlante      |
| 17 de agosto | Ciudad Victoria | Correcaminos | 3 - 0     | Toluca       |
| 20 de agosto | México, D. F.   | Atlante      | 0 - 0     | Atlas        |
| 21 de agosto | Toluca          | Toluca       | 0 - 0     | Correcaminos |
| 24 de agosto | Ciudad Victoria | Correcaminos | 1 - 0     | Atlas        |
| 25 de agosto | Toluca          | Toluca       | 1 - 1     | Atlante      |
| 28 de agosto | Guadalajara     | Atlas        | 2 - 2     | Correcaminos |
| 29 de agosto | México, D. F.   | Atlante      | 2 - 1     | Toluca       |

### Mejores segundos
| Pos. | Gpo. | Equipo        | Pts. | PJ | G | E | P | GF | GC | Dif. | Clasificación             |
| ---- | ---- | ------------- | ---- | -- | - | - | - | -- | -- | ---- | ------------------------- |
| 1    | 5    | Atlas         | 8    | 6  | 3 | 2 | 1 | 8  | 4  | +4   | Acceso a cuartos de final |
| 2    | 1    | Monterrey     | 8    | 6  | 4 | 0 | 2 | 9  | 8  | +1   | Acceso a cuartos de final |
| 3    | 4    | León          | 8    | 6  | 3 | 2 | 1 | 7  | 8  | −1   | Acceso a cuartos de final |
| 4    | 3    | Leones Negros | 7    | 6  | 2 | 3 | 1 | 8  | 5  | +3   |                           |
| 5    | 2    | América       | 7    | 6  | 3 | 2 | 1 | 9  | 8  | +1   |                           |

## Ronda eliminatoria
|  | Cuartos de final                | Cuartos de final                |                             |       | Semifinales | Semifinales |  |  | Final | Final |
|  |                                 |                                 |                             |       |             |             |  |  |       |       |
|  | 1 de septiembre – Puebla        |                                 |                             |       |             |             |  |  |       |       |
|  |                                 |                                 |                             |       |             |             |  |  |       |       |
|  | Puebla                          | 1 (2)                           |                             |       |             |             |  |  |       |       |
|  | Puebla                          | 1 (2)                           | 4 de septiembre – Puebla    |       |             |             |  |  |       |       |
|  | Monterrey (p.)                  | 1 (3)                           |                             |       |             |             |  |  |       |       |
|  | Monterrey (p.)                  | 1 (3)                           | Monterrey                   | 2     |             |             |  |  |       |       |
|  | 1 de septiembre – Puebla        |                                 | Monterrey                   | 2     |             |             |  |  |       |       |
|  |                                 | Cruz Azul                       | 1                           |       |             |             |  |  |       |       |
|  | Cruz Azul                       | Cruz Azul                       | 1                           | 2     |             |             |  |  |       |       |
|  | Cruz Azul                       |                                 | 8 de septiembre – Monterrey | 2     |             |             |  |  |       |       |
|  | Atlas                           | 1                               |                             |       |             |             |  |  |       |       |
|  | Atlas                           | 1                               | Monterrey                   | 4     |             |             |  |  |       |       |
|  | 1 de septiembre – Ciudad Juárez |                                 | Monterrey                   | 4     |             |             |  |  |       |       |
|  |                                 | Cobras                          | 2                           |       |             |             |  |  |       |       |
|  | Cobras                          | Cobras                          | 2                           | 2     |             |             |  |  |       |       |
|  | Cobras                          | 4 de septiembre – Ciudad Juárez |                             | 2     |             |             |  |  |       |       |
|  | Tecos UAG                       | 0                               |                             |       |             |             |  |  |       |       |
|  | Tecos UAG                       | 0                               | Cobras (p.)                 | 0 (5) |             |             |  |  |       |       |
|  | 1 de septiembre – Ciudad Juárez |                                 | Cobras (p.)                 | 0 (5) |             |             |  |  |       |       |
|  |                                 | Atlante                         | 0 (3)                       |       |             |             |  |  |       |       |
|  | Atlante                         | Atlante                         | 0 (3)                       | 4     |             |             |  |  |       |       |
|  | Atlante                         |                                 |                             | 4     |             |             |  |  |       |       |
|  | León                            | 1                               |                             |       |             |             |  |  |       |       |
|  | León                            | 1                               |                             |       |             |             |  |  |       |       |

## Cuartos de final
| 1 de Septiembre | Puebla | 1 (2) - (3) 1 | Monterrey | Estadio Cuauhtémoc, Puebla |  |

| 1 de Septiembre | Cruz Azul | 2 - 1 | Atlas | Estadio Cuauhtémoc, Puebla |  |

| 1 de Septiembre | Cobras | 2 - 0 | Atlante | Estadio Olímpico Benito Juárez, Ciudad Juárez |  |

| 1 de Septiembre | Atlante | 4 - 1 | León | Estadio Olímpico Benito Juárez, Ciudad Juárez |  |

## Semifinales
| 4 de septiembre | Monterrey                                 | 2 - 1 | Cruz Azul             | Estadio Cuauhtémoc, Puebla |  |
|                 | Guillermo Muñoz 16', · Alberto García 80' |       | Carlos Hermosillo 66' |                            |  |

| 4 de septiembre                     | Cobras Juárez | 0 - 0 | Atlante | Estadio Olímpico Benito Juárez, Ciudad Juárez |  |
| Cobras gana en tanda de penales 5-3 |               |       |         |                                               |  |

## Final
| 8 de septiembre | Monterrey                                                 | 4 - 2 | Cobras Juárez                           | Estadio Tecnológico, Monterrey                                 |                                                                |
|                 | Germán Martelotto 14', 70', · Guillermo Vázquez 38', 61'. |       | Eduardo Bennett 1', · Víctor Cossío 80' | Asistencia: 35,000 espectadores Árbitro(s): Miguel Ángel Salas | Asistencia: 35,000 espectadores Árbitro(s): Miguel Ángel Salas |

|  |                              |
|  | Campeón Monterrey 1.o título |

## Datos
- México - Estadísticas de la temporada 1991/1992 en México. (RSSSF)

- Datos: Q4587344